# ساقه

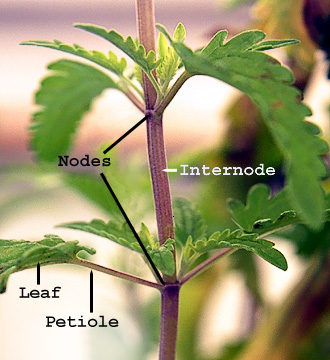
ساقه

ساقه بخشی از گیاه است که معمولاً به صورت عمودی و بیرون از خاک قرار دارد البته ساقه‌هایی نیز وجود دارند که درون یا روی سطح خاک هستند.
برای ساقه چهار وظیفه قابل ذکر است:
۱. نگهداری اندام‌های دیگر مانند برگ، گل و میوه
۲. انتقال آب و مواد غذایی به وسیله دسته‌های آوند به بخش‌های مختلف گیاه
1. ذخیره‌سازی مواد غذایی
2. تولید بافت‌ها و اندام‌های جدید.

ساقه به وسیله آوندها مواد غذایی و آب را از ریشه به بخش‌های دیگر گیاه می‌رساند. همچنین ساقه وظایف دیگری همچون نگهداری گیاه، هدایت، تولید بافتهای جدید، اندوختن مواد و نورساخت را نیز بر عهده دارد.
در بافت ساقه به وسیله ی آوند ها که نقش انتقال آب و مواد را دارند توسط بافتی به نام چوبی و آبکش صورت می گیرد .بافت چوبی از طریق تارکشنده آب و مواد معنی لازم گیاه را می گیرد و به بخش های سبز گیاه انتقال می دهد . 
چگونگی شناسایی آوند در ساقه گیاه : با استفاده از ساقه ی گیاهان آوند دارد می توان نحوه ی عملکرد اوند را مشاهده کرد 
- مرحله اول: بریدن بخش از ساقه به منظور مشاهده بافت اوندی ( این مرحله با چشم نمی توان انجام داد اما با استفاده از میکروسکوپ مناسب قابل شناسایی می باشد )
- مرحله دوم آغشته کردن بخش بریده شده به محلول کبالت کلرید(محلولی است که در زمان برخورد با بخار آب صورتی رنگ می شود . ) این محلول در زمانی که اب و مواد معنی در درون بافت اوند جریان داشته باشد . واکنشی با آب می دهد در نتیجه ی آن آب به رنگ صورتی در می آید که خود حکمی بر جابه جایی و حرکت اب در درون اوند است .

ساقهٔ برخی گیاهان قادر است مواد غذایی را در خود نگهداری کند مانند نیشکر، سیب زمینی، نشاسته و ساقه گون. ساقه‌ها عموماً از لحاظ بافت نگاهدارنده غنی هستند اما ساقه‌های آبی نیازی به بافت نگهدارنده ندارند، از این رو نرم اند.

## تقسیم‌بندی ساقه‌ها
ساقه‌ها را از نظر محیط زندگی به سه نوع تقسیم می‌کنند. ساقه‌های آبی، ساقه‌های هوایی و ساقه‌های زیرزمینی. ساقه‌های هوایی و زیرزمینی بر حسب طول عمر، نوع گیاه و نیاز به حفاظت در برابر تغییرات اقلیمی محیط و نحوه رشد به چند نوع تقسیم می‌کنند.
- ساقه بازدانگان و دولپه ای چوبی: گردو، سیب، کاج، بلوط.
- ساقه گیاهان دو لپه‌ای علفی: لوبیا، نخود، آفتابگردان، شمدانی.
- ساقه گیاهان تک لپه‌ای: ذرت، جو، گندم، مارچوبه، نخل.
- ساقه‌های تغییر شکل یافته: ساقه زیرزمینی سیب زمینی، پیاز، ساقه خزنده توت فرنگی و زنبق.[۱]